# Чаплин (Лоевский район)
Ча́плин (бел. Чаплін) — деревня в Страдубском сельсовете Лоевского района Гомельской области Беларуси.
Около деревни расположено месторождение глины.

## География

### Расположение
В 17 км на северо-запад от Лоева, 44 км от железнодорожной станции Речица (на линии Гомель — Калинковичи), 61 км от Гомеля.

### Гидрография
На реке Днепр.

## Транспортная сеть
Транспортные связи по просёлочной, затем автомобильной дороге Лоев — Речица. Планировка состоит из 2 параллельных между собой и соединённых переулками улиц, ориентированных с юго-востока на северо-запад и застроенных двусторонне неплотно деревянными крестьянскими усадьбами.

## История
Обнаруженные археологами городища II века до н. э. — II века н. э. (в 0,15 км от южной окраины деревни, на правом берегу реки), поселения милоградской и зарубинецкой культур и раннеславянского периода (рядом с деревней), поселение (на северной окраине) и бескурганный могильник II—V века н. э. (на южной окраине) свидетельствуют о заселении этих мест с давних времён. В центральном музее истории России (Москва) сохраняется старинная керамика и предметы быта жителей этих мест. По письменным источникам известна с XVIII века как деревня в Речицком повете Минского воеводства Великого княжества Литовского.
После 2-го раздела Речи Посполитой (1793 год) в составе Российской империи. В 1850 году работала водяная мельница, владение графа Ракицкого. В 1879 году селение в Холмечском церковном приходе. Согласно переписи 1897 года действовали часовня, школа грамоты, хлебозапасный магазин, трактир. В 1908 году работал кирпичный завод, в Холмечской волости Речицкого уезда Минской губернии.
С 8 декабря 1926 года до 4 августа 1927 года центр Чаплинского сельсовета Холмечского, с 4 августа 1927 года Лоевского районов Речицкого с 9 июня 1927 года Гомельского округов.
В 1929 году организован колхоз «Красный строитель», работали 2 кирпичные заводы, сапожная мастерская, ветряная мельница, 2 нефтяные мельницы, 2 кузницы. Во время Великой Отечественной войны в боях около деревни в октябре-ноябре 1943 года погибли 428 советских солдат 65-й армии, в их числе Герои Советского Союза С. Ф. Костычев, И. Г. Махота, В. И. Черкасов (похоронены в братской могиле в центре деревни). В 1957 году в деревню переселились жители посёлка Винера (не существует). Согласно переписи 1959 года в составе совхоза «Восток» (центр — деревня Страдубка). Действовали детские ясли-сад, магазин.

## Население

### Численность
- 1999 год — 92 хозяйства, 185 жителей.

### Динамика
- 1795 год — 63 двора.
- 1850 год — 391 житель.
- 1897 год — 123 двора, 891 житель (согласно переписи).
- 1908 год — 164 двора, 1010 жителей.
- 1959 год — 617 жителей (согласно переписи).
- 1999 год — 92 хозяйства, 185 жителей.